# 格伦·惠兰
格連·大衛·韋倫（英語：Glenn David Whelan，1984年1月13日—）是一名愛爾蘭職業足球員，司職正中場，現時效力英甲球會弗利特伍德，亦是愛爾蘭國家隊成員。
韋倫在曼城展開足球事業，但只曾於外借貝利後在歐洲足協盃為一隊上陣1次。他其後轉投錫周三，協助球隊於2005年升班英冠。2008年1月他以50萬英鎊身價加盟史篤城，又一次協助球隊取得升班英超的資格。

## 生平

### 球會
史篤城
2008年2月1日，英冠球會史篤城以50萬英鎊從同是英冠的錫周三購入韋倫並簽署合約三年半。
2009年9月15日，韋倫與史篤城簽署一份新的四年合約，留隊至2013年夏季。
2012年1月11日，韋倫與史篤城簽署一份新的三年半合約，另球會有選擇權可延長多一年。

### 國家隊
國際賽入球
最後更新：2010年3月4日
| #  | 日期           | 場地                     | 對賽球隊 | 入球  | 賽果 | 競賽               |
| -- | -------------- | ------------------------ | -------- | ----- | ---- | ------------------ |
| 1. | 2008年9月6日   | 德國美因茨布鲁赫路体育场 |          | 2 – 0 | 2–1  | 2010年世界盃外圍賽 |
| 2. | 2009年10月10日 | 愛爾蘭都柏林克羅克公園   | 義大利   | 1 – 0 | 2–2  | 2010年世界盃外圍賽 |

## 私人生活
韋倫在都柏林長大，是一名利物浦的支持者，以保罗·麦格拉斯作為偶像。

## 榮譽
錫周三
- 英格蘭足球甲級聯賽附加賽冠軍：2005年；

史篤城
- 英格蘭足球冠軍聯賽亞軍：2007/08年；
- 英格蘭足總盃亞軍：2010/11年；

## 外部連結
- 足球数据库：格伦·惠兰的球员统计数据
- 史篤城官網簡歷
- 英超官網簡歷 （页面存档备份，存于）